# Oldsmobile Flying Roadster
Der Oldsmobile Flying Roadster Modell H war ein Roadster, der im Modelljahr 1907 von Oldsmobile gefertigt wurde. Er ersetzte das Modell L des Vorjahres und war gleich motorisiert wie das zeitgleich gefertigte größere Modell A.
Das zweisitzige Fahrzeug hatte einen vorne eingebauten, wassergekühlten Reihenvierzylinder-Viertaktmotor, der aus 4948 cm³ Hubraum eine Leistung von 35–40 bhp (26–29 kW) zog.
Die Motorkraft wurde über ein Dreiganggetriebe mit Schalthebel rechts außen und eine Kardanwelle an die Hinterräder weitergeleitet. Das Bremspedal wirkte auf die Kardanwelle, der Handbremshebel auf die Trommelbremsen an den Hinterrädern. Acetylenbeleuchtung war serienmäßig.
Der Roadster wurde in den Farben rot oder französisch-grau geliefert.
Im Folgejahr wurde das Modell H durch das Modell MR abgelöst.

## Quelle
- Beverly R. Kimes, Henry A. Clark: Standard Catalog of American Cars 1805–1942. Krause Publications, Iola 1985, ISBN 0-87341-045-9.

Im Zeitraum von 1942 bis 1946 gab es aufgrund des Zweiten Weltkrieges nur eine eingeschränkte zivile Fahrzeugproduktion.